# Cătălina Cristea
Pour les articles homonymes, voir Cristea.
Cătălina Cristea (née le 2 juin 1975) est une joueuse de tennis roumaine, professionnelle du début des années 1990 à 2005.
Pendant sa carrière, elle a gagné un tournoi WTA en double.

## Palmarès

### Titre en double dames
| No | Date       | Nom et lieu du tournoi       | Catégorie | Dotation  | Surface      | Partenaire      | Finalistes                        | Score    |          |
| -- | ---------- | ---------------------------- | --------- | --------- | ------------ | --------------- | --------------------------------- | -------- | -------- |
| 1  | 03/05/1999 | Warsaw Cup by Heros Varsovie | Tier IVb  | 112 500 $ | Terre (ext.) | Irina Selyutina | Amélie Cocheteux Janette Husárová | 6-1, 6-2 | Parcours |

### Finales en double dames
| No | Date       | Nom et lieu du tournoi           | Catégorie | Dotation  | Surface      | Vainqueures                         | Partenaire      | Score         |          |
| -- | ---------- | -------------------------------- | --------- | --------- | ------------ | ----------------------------------- | --------------- | ------------- | -------- |
| 1  | 23/02/1998 | IGA Tennis Classic Oklahoma City | Tier III  | 164 250 $ | Dur (int.)   | Serena Williams Venus Williams      | Kristine Kunce  | 7-5, 6-2      | Parcours |
| 2  | 20/04/1998 | Lotto Open Budapest              | Tier IV   | 107 500 $ | Terre (ext.) | Virginia Ruano Pascual Paola Suárez | Laura Montalvo  | 4-6, 6-1, 6-1 | Parcours |
| 3  | 15/06/1998 | Heineken Trophy Rosmalen         | Tier III  | 164 250 $ | Gazon (ext.) | Sabine Appelmans Miriam Oremans     | Eva Melicharová | 6-7, 7-6, 7-6 | Parcours |

## Parcours en Grand Chelem

### En simple dames
| Année | Open d'Australie | Open d'Australie     | Internationaux de France | Internationaux de France | Wimbledon       | Wimbledon            | US Open         | US Open           |
| ----- | ---------------- | -------------------- | ------------------------ | ------------------------ | --------------- | -------------------- | --------------- | ----------------- |
| 1994  | 2e tour (1/32)   | Manuela Maleeva      | 1er tour (1/64)          | Leila Meskhi             | -               | -                    | -               | -                 |
| 1995  | -                | -                    | 3e tour (1/16)           | Kyoko Nagatsuka          | -               | -                    | 1er tour (1/64) | Arantxa Sánchez   |
| 1996  | 1er tour (1/64)  | Naoko Sawamatsu      | 1er tour (1/64)          | Silvia Farina            | 1er tour (1/64) | Anne-Gaëlle Sidot    | -               | -                 |
| 1997  | 1er tour (1/64)  | Ai Sugiyama          | 2e tour (1/32)           | Sandrine Testud          | 1er tour (1/64) | Emmanuelle Gagliardi | 1er tour (1/64) | Iva Majoli        |
| 1998  | 1er tour (1/64)  | Magdalena Grzybowska | 2e tour (1/32)           | Arantxa Sánchez          | 1er tour (1/64) | Arantxa Sánchez      | 1er tour (1/64) | Lindsay Davenport |
| 1999  | 2e tour (1/32)   | Jana Nejedly         | 1er tour (1/64)          | Irina Spîrlea            | 1er tour (1/64) | Olga Barabanschikova | 1er tour (1/64) | Elena Likhovtseva |
| 2000  | -                | -                    | 1er tour (1/64)          | Adriana Gerši            | 2e tour (1/32)  | Sarah Pitkowski      | 1er tour (1/64) | Rita Grande       |

À droite du résultat, l’ultime adversaire.

### En double dames
| Année | Open d'Australie             | Open d'Australie          | Internationaux de France     | Internationaux de France    | Wimbledon                    | Wimbledon                  | US Open                       | US Open                  |
| ----- | ---------------------------- | ------------------------- | ---------------------------- | --------------------------- | ---------------------------- | -------------------------- | ----------------------------- | ------------------------ |
| 1994  | 2e tour (1/16) Åsa Svensson  | E. Maniokova Leila Meskhi | 1er tour (1/32) S. Reece     | K. Hrdličková Melicharová   | -                            | -                          | 1er tour (1/32) Rika Hiraki   | K. Maleeva Robin White   |
| 1995  | 1er tour (1/32) M. Koutstaal | Rita Grande J. Kruger     | -                            | -                           | -                            | -                          | 1er tour (1/32) R. Dragomir   | C. Martínez P. Tarabini  |
| 1996  | 1er tour (1/32) Åsa Svensson | K. Nagatsuka Ai Sugiyama  | 1er tour (1/32) T. Jecmenica | A. Ellwood R. Fairbank      | 1er tour (1/32) C. Schneider | Åsa Svensson A. Temesvári  | -                             | -                        |
| 1997  | 1er tour (1/32) T. Jecmenica | Janet Lee H. Nagyová      | 1er tour (1/32) V. Ruano     | Silvia Farina G. Pizzichini | 2e tour (1/16) M. Grzybowska | MJ Fernández Lisa Raymond  | 2e tour (1/16) M. Grzybowska  | Amy Frazier Kimberly Po  |
| 1998  | 2e tour (1/16) Ann Grossman  | Likhovtseva Ai Sugiyama   | 2e tour (1/16) L. Montalvo   | M. de Swardt Debbie Graham  | 1er tour (1/32) Melicharová  | A. Sánchez Helena Suková   | 1er tour (1/32) M. Grzybowska | K. Kschwendt A. Sidot    |
| 1999  | 3e tour (1/8) R. Dragomir    | L. Davenport N. Zvereva   | 2e tour (1/16) R. Dragomir   | B. Schett P. Schnyder       | 1er tour (1/32) R. Dragomir  | E. Martincová C. Torrens   | 2e tour (1/16) R. Dragomir    | Julie Halard A. Mauresmo |
| 2000  | 2e tour (1/16) R. Dragomir   | A. Ellwood Rika Hiraki    | 2e tour (1/16) R. Dragomir   | Julie Halard Ai Sugiyama    | 2e tour (1/16) R. Dragomir   | Lisa Raymond Rennae Stubbs | 1er tour (1/32) R. Dragomir   | K. Hrdličková B. Rittner |

Sous le résultat, la partenaire ; à droite, l’ultime équipe adverse.

### En double mixte
| Année | Open d'Australie | Open d'Australie | Internationaux de France  | Internationaux de France | Wimbledon                   | Wimbledon              | US Open                     | US Open                   |
| ----- | ---------------- | ---------------- | ------------------------- | ------------------------ | --------------------------- | ---------------------- | --------------------------- | ------------------------- |
| 1998  | -                | -                | 1er tour (1/32) Mark Keil | C. Barclay M. Tebbutt    | 1er tour (1/32) Geoff Grant | S. Williams Max Mirnyi | -                           | -                         |
| 1999  | -                | -                | 2e tour (1/16) Jim Grabb  | De Villiers G. Stafford  | 2e tour (1/16) S. Humphries | Cara Black Wayne Black | -                           | -                         |
| 2000  | -                | -                | 1/4 de finale Bob Bryan   | K. Boogert M. Woodforde  | -                           | -                      | 1er tour (1/16) Martin Damm | Paola Suárez Jaime Oncins |

Sous le résultat, le partenaire ; à droite, l’ultime équipe adverse.

## Parcours aux Jeux olympiques

### En simple dames
| # | Date       | Nom de l'olympiade      | Surface    | Résultat        | Ultime adversaire | Score         |          |
| - | ---------- | ----------------------- | ---------- | --------------- | ----------------- | ------------- | -------- |
| 1 | 23/07/1996 | Summer Olympics Atlanta | Dur (ext.) | 1er tour (1/32) | Anke Huber        | 2-6, 6-4, 6-2 | Parcours |

### En double dames
| # | Date       | Nom de l'olympiade      | Surface    | Résultat        | Partenaire        | Ultimes adversaires             | Score   |          |
| - | ---------- | ----------------------- | ---------- | --------------- | ----------------- | ------------------------------- | ------- | -------- |
| 1 | 23/07/1996 | Summer Olympics Atlanta | Dur (ext.) | 1er tour (1/16) | Ruxandra Dragomir | Yayuk Basuki Romana Tedjakusuma | Forfait | Parcours |

## Parcours en Fed Cup
| #                                                                 | Date       | Lieu      | Surface    | Gagnante(s)                        | Perdante(s)                        | Score         |          |
|                                                                   |            |           |            |                                    |                                    |               |          |
| 1999 - Barrage (groupe mondial II) - Roumanie - Taïwan - 3 : 0    |            |           |            |                                    |                                    |               |          |
| 1                                                                 | 21/07/1999 | Amsterdam | Dur (ext.) | Cătălina Cristea                   | Weng Tzu-Ting                      | 6-0, 6-2      | Parcours |
| 1                                                                 | 21/07/1999 | Amsterdam | Dur (ext.) | Cătălina Cristea Ruxandra Dragomir | Hsu Hsueh-Li Wang Shi-Ting         | 6-2, 6-4      | Parcours |
|                                                                   |            |           |            |                                    |                                    |               |          |
| 1999 - Barrage (groupe mondial II) - Argentine - Roumanie - 2 : 1 |            |           |            |                                    |                                    |               |          |
| 2                                                                 | 22/07/1999 | Amsterdam | Dur (ext.) | Laura Montalvo Paola Suárez        | Cătălina Cristea Ruxandra Dragomir | 6-4, 7-5      | Parcours |
|                                                                   |            |           |            |                                    |                                    |               |          |
| 1999 - Barrage (groupe mondial II) - Australie - Roumanie - 2 : 1 |            |           |            |                                    |                                    |               |          |
| 3                                                                 | 23/07/1999 | Amsterdam | Dur (ext.) | Nicole Pratt                       | Cătălina Cristea                   | 6-1, 7-5      | Parcours |
| 3                                                                 | 23/07/1999 | Amsterdam | Dur (ext.) | Catherine Barclay Alicia Molik     | Cătălina Cristea Ruxandra Dragomir | 7-5, 4-6, 8-6 | Parcours |

## Classements WTA en fin de saison

### En simple
| Année | 1990 | 1991 | 1992 | 1993 | 1994 | 1995 | 1996 | 1997 | 1998 | 1999 | 2000 | 2001 |
| Rang  | 809  | 504  | 429  | 127  | 191  | 103  | 97   | 73   | 67   | 128  | 117  | 340  |

Source : (en) « Classements de Cătălina Cristea », sur le site officiel du WTA Tour

### En double
| Année | 1991 | 1992 | 1993 | 1994 | 1995 | 1996 | 1997 | 1998 | 1999 | 2000 | 2001 |
| Rang  | 467  | 371  | 184  | 132  | 115  | 137  | 95   | 47   | 52   | 50   | 271  |

Source : (en) « Classements de Cătălina Cristea », sur le site officiel du WTA Tour